# Полет 253 на „Нортуест Еърлайнс“
Полет 253 на „Нортуест Еърлайнс“ е редовен международен пътнически полет от летище „Схипхол Амстердам“, Амстердам, Нидерландия, до летище „Детройт Метрополитън“, Детройт, Мичиган, Съединени американски щати, управляван от „Нортуест Еърлайнс“. На 25 декември 2009 г. на борда на самолета „Еърбъс А330-323E“, който изпълнява полета, е направен опит за бомбен атентат, докато машината се спуска към Мичиган. Нигерийският гражданин Умар Фарук Абдулмуталаб, подтикван от „Ал-Каида“, използва химически експлозиви, зашити за бельото му. Тези обстоятелства, включително датата, дават повод терористът да бъде наричан често или „Бомбардировачът по бельо“, или „Бомбардировачът на Коледа“ от американските медии. В инцидента няма жертви и ранени сред всички 290 души на борда.
При евентуален успешен атентат броят на жертвите би надминал тези в най-тежката самолетна катастрофа в Мичиган, когато през 1987 г. машината при полет 255 на „Нортуест Еърлайнс“ се разбива. Също жертвите биха били повече от тези при инцидента по време на полет 191 на „Американ Еърлайнс“ (най-смъртоносната самолетна катастрофа на американска земя) и се изравнява с инцидента с иранския „Еърбъс“ от 1988 г. Събитието е вторият опит за бомбен атентат срещу пътнически самолет в САЩ за осем години, след инцидента при полет 63 на „Американ Еърлайнс“ през 2001 г. Това е вторият инцидент за 2009 г. с „Еърбъс А330“ (след този при полет 447 на „Ер Франс“ на 1 юни) и последното оперативно събитие за „Нортуест Еърлайнс“ (преди сливането на тази авиокомпания с „Делта Еър Лайнс“).
За ролята си в заговора Умар Фарук Абдулмуталаб е съден във федералния съд на САЩ и осъден на доживотен затвор без право на замяна. Лидерът на „Ал-Каида“ на Арабския полуостров Ануар Ал-Авлаки, който според съобщенията вдъхновява Умар Фарук Абдулмуталаб и организира атаката, е убит две години по-късно след удар с дрон в Йемен.